# Prosopocoilus cardoni
Prosopocoilus cardoni es una especie de coleóptero de la familia Lucanidae.

## Distribución geográfica
Habita en Laos y Vietnam.